# Shōhaku Okumura
Shōhaku Okumura (奥 村 正 博, (Osaka, 22 juin 1948) est un moine japonais du Zen Sōtō, fondateur et abbé de la communauté Zen Sanshin de Bloomington, Indiana (USA), où lui et sa famille vivent actuellement. De 1997 à 2010, Okumura a également été directeur du bureau administratif de l'école Sōtō pour les USA.

## Biographie
Shōhaku Okumura est né en 1948 à Osaka, au Japon. Il s'est formé à l'Université de Komazawa à Tokyo, où il a étudié le bouddhisme. Le 8 décembre 1970, Okumura a reçu les préceptes de bodhisattva de son maître Kosho Uchiyama à Antaiji, au cours de la cérémonie traditionnelle de Shukke tokudo. Par la suite, il a vécu et pratiqué à Antaiji jusqu'à ce que Uchiyama se retire, en 1975.
Suivant le souhait d'Uchiyama roshi, Okumura s'est rendu aux États-Unis où il a cofondé le Valley Zendo dans le Massachusetts, en continuant le style de pratique d'Uchiyama, basé sur zazen. Il y reste jusqu'en 1981, date à laquelle il retourne au Japon et commence à traduire les écrits d'Uchiyama et de Eihei Dōgen du japonais vers l'anglais. Il a passé quelque temps à enseigner au Kyoto Sōtō Zen Center.
Après son retour aux États-Unis, Okumura a été maître et enseignant au Minnesota Zen Meditation Center de Minneapolis, entre 1993 et 1996, avant de fonder la Sanshin Zen Community en 1996.
Sa fille, Yoko Okumura, a réalisé un court métrage documentaire intitulé Sit, qui est « un film sur le but de la vie, vu à travers les yeux d'un moine bouddhiste zen et de son fils. » Le film explore la manière dont le bouddhisme d'Okumura Roshi a affecté sa parentalité, et les résultats qu'il[Qui ?] a eus sur Yoko et son frère Masaki.

## Enseignement
Okumura attribue son désir de devenir bouddhiste à la découverte d'un livre, alors qu'il était au lycée, intitulé Self (自己, jiko ) écrit par Kōshō Uchiyama, qui deviendra son maître bouddhiste zen peu de temps après.
Après qu'Okumura fut devenu enseignant bouddhiste zen à part entière, son message est resté à peu près le même que celui d'Uchiyama, et il est centré principalement sur la pratique de zazen. Okumura se concentre également sur la traduction des œuvres d'Eihei Dōgen et d'écrits personnels en anglais, ainsi que sur l'aide à ses étudiants et à ses disciples dans l'étude de ces écrits. Sa pratique de zazen est basée sur ce qu'Uchiyama a appelé « sesshin sans jouets». Ces sesshins de trois, cinq ou sept jours sont totalement silencieuses et consistent en quatorze heures de zazen par jour, ponctuées uniquement par les repas et le sommeil durant la nuit. Il n'y a pas de cérémonies, de chants ou de périodes de travail collectif (samu). Les sesshin alternent avec des « retraites genzō-e», à savoir cinq jours d'étude intensive d'un chapitre du Shōbōgenzō, l'œuvre maîtresse de Dôgen ainsi que des périodes de zazen.
Okumura a traduit en anglais plusieurs textes de Dogen Zenji, parmi lesquels le Eihei Shingi, (Dōgen's Pure Standards for the Zen Community; « Recueil des règles monastiques ») et le Eihei Kōroku, tous deux avec Taigen Dan Leighton, ainsi que le Shôbôgenzô Zuimonki.

## Publications

### Ouvrages d'Okumura traduits en français
- Vivre par vœu. Une introduction pratique à huit chants et textes essentiels du zen Sôtô (Traduction de l'anglais Shoju Mahler), Paris, Sully, 2021 (ISBN 978-2-354-32334-9)
- Zen des quatre saisons. Waka de Dôgen Zenji  (trad. de l'anglais par Shoju Mahler, Traduction et commentaires (en anglais) Shohaku Okumora), Alès, L'Eau du Dharma, 2018, 55 p. (ISBN 978-2-956-46470-9)
- Réaliser Genjokoan, la clé du Shôbôgenzô de Dôgen  (trad. de l'anglais par Shoju Annie Mahler), Paris, Almora, 2016, 320 p. (ISBN 978-2-351-18289-5)
- Kodo Sawaki (commentaires de Kosho Uchiyama et de Sh. Okumura), Un zen vagabond. Textes et commentaires, Paris, Le Relié, 2016, 334 p. (ISBN 978-2-354-90156-1)

### Traductions - commentaires en anglais

#### Textes de Dôgen
- (en) Shobogenzo Zuimonki: Sayings of Eihei Dogen Zenji recorded by Koun Ejô  (trad. et introduction par Shohaku Okumura), Kyoto, Japan, Kyoto Sōtō-Zen Center, 1990, 223 p. (OCLC 215148008)
- (en) Shikantaza: An Introduction to Zazen  (Introduction par Okumura), Kyoto, Kyoto Sōtō-Zen Center, 1985, 99 p. (OCLC 18308720, lire en ligne)
- (en) Pure Standards for the Zen Community: A Translation of the Eihei Shingi  (trad. , introduction et notes par Taigen Daniel Leighton et Shohoku Okumura), Albany, NY, SUNY Press, 1996, xxii, 272 (ISBN 978-0-585-04623-5, OCLC 42854986)
- (en) The Wholehearted Way. A Translation of Eihei Dogen's Bendowa, With Commentary by Kosho Uchiyama Roshi  (trad. par Shohaku Okumura et Taigen Dan Leighton; introduction par Shohaku Okumura), Boston, Tuttle Publishing, 1997, 224 p. (ISBN 978-0-804-83105-5, OCLC 38190728)

- (en) Dogen's Extensive Record: A Translation of the Eihei Koroku  (trad. par Taigen Dan Leighton et Shohaku Okumura; Edited and introduced by Taigen Dan Leighton), Somerville, MA, Wisdom Publications, 2004, xi, 800 (ISBN 978-0-86171-305-9, OCLC 55286286)
- (en) Dogen's Genjokoan. Three Commentaries  (trois commentaires par Nishiari Bokusan, Shunryu Suzuki, Kosho Uchiyama; édition du texte et traduction par Shohaku Okumura, Sojun Mel Weitsman, Kazuaki Tanahashi et Dairyu Michael Wenger), Berkeley,CA, Counterpoint, 2011 (ISBN 978-1-582-43743-9, OCLC 693810221)
- (en) Zen of Four Seasons: Dogen Zenji's Waka  (Translation and Commentary by Shohaku Okumura; Edited by Muso Jim Biggs and Jokei Molly Whitehead), Dogen Institute, 1993

#### Autres maîtres
- (en) Kosho Uchiyama (trad. et commentaire par Shohaku Okumura ; édité par Jokei Molly Delight Whitehead), The Zen Teaching of Homeless Kodo, Boston, Wisdom Publication, 2014 (1re éd. 1990), 288 p. (ISBN 978-1-614-29048-3)
- (en) Kosho Uchiyama (trad. et édition par Thomas Wright, Jishō Cary Warner, Shohaku Okumura), Opening the Hand of Thought: Foundations of Zen Buddhist Practice, Boston, Wisdom Publications, 2004, 256 p. (ISBN 978-0-861-71357-8, OCLC 54670173)

### Études (seul ou en collaboration)
- (en) Shohaku Okumura, Dogen Zen, Kyoto, Kyoto Sōtō-Zen Center, 1988 (OCLC 29269397)
- (en) Shohaku Okumura, Shikantaza: An Introduction to Zazen, Kyoto, Kyoto Sōtō-Zen Center, 1985 (OCLC 18308720)
- (en) Shohaku Okumura, Living by Vow: A Practical Introduction to Eight Essential Zen Chants and Texts, Boston, Wisdom Publiations, 2012, 320 p. (ISBN 978-1-614-29010-0)
- Shohaku Okumura (Ed.), Dogen Zen and its Relevance for Our Time: An International Symposium Held in Celebration of the 800th Anniversary of the Birth of Dogen Zenji, Stanford University , October 23–24, 1999, San Francisco, CA, Sōtō Zen Buddhism International Center, 2003, 235 p. (OCLC 757757820)

- (en) Jisho Cary Warner, Shohaku Okumura, Taigen Dan Leighton et John McRae, Nothing is Hidden : Essays on Zen Master Dogen's Instructions for the Cook, New York, Weatherhill, 2001 (ISBN 978-0-8348-0478-4, OCLC 45488199)